# Porträtt av skulptören Jens Adolf Jerichau, konstnärens make
 Porträtt av skulptören Jens Adolf Jerichau, konstnärens make (danska: Billedhuggeren Jens Adolf Jerichau, konstnärens ægtefælle) är en oljemålning av Elisabeth Jerichau Baumann från 1846.

## Målningen
Porträttet av Jens Adolf Jerichau målades 1846, samma år som den tyskspråkiga konstnären Elisabeth Baumann och den danske skulptören Jens Adolf Jerichau gifte sig. 
Porträttet visar Jens Adolf Jerichau sittande med sin blick något åt sidan snarare än rakt mot betraktaren. Bildens fokus är på skulptörens händer. På vänster hand har skulptören en förlovningsring och i vänstra handen håller han några ting som troligen har med skulpturen i bakgrunden att göra. Denna är en skiss till konstverket Hercules och Hebe från 1845, som också var Jerichaus genombrottskonstverk. Konstnären vill få fram sin makes behärskning av den skulpturala traditionen.

## Proveniens
Målningen var en gåva till Statens Museum for Kunst i Köpenhamn av bryggaren J. C. Jacobsen 1876, vilken överlämnades till museet efter Jens Adolf Jerichaus död 1881.